# Marignane Gignac Football Club
El Marignane Gignac Football Club es un equipo de fútbol de Francia que juega en la Championnat National 2, la cuarta liga de fútbol más importante del país.

## Historia
Fue fundado en el año 1924 en la ciudad de Marignane en Bouches-du-Rhône con el nombre US Marignane, y ha pasado toda su historia en los niveles amateur de Francia.
En 2016 se fusiona con el AS Gignac para crear al actual club; y en la temporada 2017/18 gana el grupo A de la CFA y consigue el ascenso al Championnat National por primera vez en su historia, dejando de ser un equipo aficionado por primera ocasión.